# استارویاکشیوو
استارویاکشیوو (به لاتین: Staroyaksheyevo) یک منطقهٔ مسکونی در روسیه است که در باشقیرستان واقع شده‌است.